# Basto (musicien)
Pour les articles homonymes, voir Martens et Basto.
Basto!, de son vrai nom Jef Martens, est un DJ belge et producteur d'electro et house. 

## Biographie
Jef Martens est né le 8 janvier 1975 à Hoogstraten, en Région flamande. Il utilise également les pseudos Bitch Boys, Candyman, Dirty Bunch, DJ Basik, Jef Martens, Jin Sonic, et Lazy Jay (avec son frère Toon Martens). Sa carrière musicale commence en 2005 avec la chanson Rock With You, qui se classe dans les hit-parades en 2005, et en 2008 le succès se réitère dans ces 2 pays grâce au single On My Own avec Peter Luts.
En 2011, son single Again and Again rencontre le succès en Europe. En 2012, il entre dans le classement DJ Mag à la 127e place.
Basto utilise le pseudo Lazy Jay concernant la production. Il écrit et produit la chanson de l'artiste américaine Azealia Banks, 212 (2012) sous le pseudo Lazy Jay, ainsi que Scream and Shout (2012), une chanson de l'américain will.i.am en duo avec Britney Spears.

## Style musical et influence
Le style de Basto a influencé le remix de Niels van Gogh de You Belong to the City de Choc Choc Zoo et Inusa Dawuda en 2012[incompréhensible] ; et également l'artiste Pier Poropat pour le morceau Tubular, sorti en 2012. Son tube Again and Again est influencé par les productions du DJ suédois Avicii.

## Discographie

### Singles

#### Artiste principal
| Titre                                                                            | Année | Positions | Positions | Positions | Positions | Positions | Album                       |
| Titre                                                                            | Année | BEL (FL)  | BEL (WAL) | FRA       | P-B       | SUI       | Album                       |
| -------------------------------------------------------------------------------- | ----- | --------- | --------- | --------- | --------- | --------- | --------------------------- |
| Rock With You                                                                    | 2005  | 24        | 22        | —         | 37        | —         | Singles inédits             |
| Another Place (avec Prom featuring I-Fan)                                        | 2007  | —         | —         | —         | —         | —         | Singles inédits             |
| Savior (featuring I-Fan)                                                         | 2008  | —         | —         | —         | —         | —         | Singles inédits             |
| Kiss Yourself (featuring I-Fan)                                                  | 2008  | —         | —         | —         | —         | —         | Singles inédits             |
| On My Own (avec Peter Luts)                                                      | 2008  | —         | —         | —         | —         | —         |                             |
| Your Fire                                                                        | 2010  | —         | —         | —         | —         | —         |                             |
| Spacecake                                                                        | 2010  | —         | —         | —         | —         | —         |                             |
| Gregory's Theme                                                                  | 2010  | 12        | 50        | —         | 47        | —         | Live Tonight                |
| Again and Again                                                                  | 2011  | —         | 22        | 18        | 42        | 22        | Live Tonight                |
| Cloudbreaker (avec Yves V)                                                       | 2012  | 22        | 27        | 22        | 29        | —         | Live Tonight                |
| I Rave You                                                                       | 2012  | —         | —         | 29        | 96        | —         | Live Tonight                |
| I Rave You (Give It To Me)                                                       | 2012  | —         | —         | —         | —         | —         | Live Tonight                |
| Bonny                                                                            | 2012  | —         | —         | —         | —         | —         | Live Tonight                |
| Gold 2012 (vs. Spandau Ballet)                                                   | 2012  | —         | —         | —         | —         | —         | Singles inédits             |
| Bend & Break (vs. Keane)                                                         | 2013  | —         | —         | —         | —         | —         | Singles inédits             |
| Stormchaser                                                                      | 2013  | —         | —         | 40        | —         | —         | Singles inédits             |
| Dance With Me                                                                    | 2013  | —         | —         | 161       | —         | —         | Live Tonight                |
| Keep On Rocking                                                                  | 2014  | —         | —         | —         | —         | —         | Live Tonight                |
| Electric Stars (featuring Maruja Retana)                                         | 2014  | —         | —         | —         | —         | —         | Singles inédits             |
| Hold You                                                                         | 2015  | 21        | —         | 195       | —         | —         | Singles inédits             |
| Unicorn (avec Natasha Bedingfield)                                               | 2016  | —         | —         | —         | —         | —         | Singles inédits             |
| Gotta Be Love (avec Miss Nine featuring Nat Conway)                              | 2018  | —         | —         | —         | —         | —         | Singles inédits             |
| Sexy (featuring Nat Conway)                                                      | 2018  | —         | —         | —         | —         | —         | Singles inédits             |
| Sunrise                                                                          | 2018  | —         | —         | —         | —         | —         | Singles inédits             |
| Blister (avec Peter Luts)                                                        | 2018  | —         | —         | —         | —         | —         | Singles inédits             |
| For You (featuring Comet Blue)                                                   | 2019  | —         | —         | —         | —         | —         | Singles inédits             |
| Nimbus (avec Peter Luts)                                                         | 2019  | —         | —         | —         | —         | —         | Singles inédits             |
| Your Love                                                                        | 2019  | —         | —         | —         | —         | —         | Singles inédits             |
| Play It Again                                                                    | 2019  | —         | —         | —         | —         | —         | Singles inédits             |
| Tell Me                                                                          | 2019  | —         | —         | —         | —         | —         | Singles inédits             |
| Turn It Around                                                                   | 2019  | —         | —         | —         | —         | —         | Singles inédits             |
| Somehow Happy                                                                    | 2019  | —         | —         | —         | —         | —         | Singles inédits             |
| I Got You (featuring Nat Conway)                                                 | 2019  | —         | —         | —         | —         | —         | Singles inédits             |
| Better Together                                                                  | 2019  | —         | —         | —         | —         | —         | Singles inédits             |
| Here Without You (featuring Nat Conway)                                          | 2019  | —         | —         | —         | —         | —         | Singles inédits             |
| Gaia                                                                             | 2019  | —         | —         | —         | —         | —         | Singles inédits             |
| Bring Me To Life                                                                 | 2019  | —         | —         | —         | —         | —         | Singles inédits             |
| Spitfire (avec Peter Luts)                                                       | 2019  | —         | —         | —         | —         | —         | Singles inédits             |
| All About You                                                                    | 2019  | —         | —         | —         | —         | —         | Singles inédits             |
| Alright                                                                          | 2019  | —         | —         | —         | —         | —         | Singles inédits             |
| Acabou                                                                           | 2020  | —         | —         | —         | —         | —         | Singles inédits             |
| The One (featuring Comet Blue)                                                   | 2020  | —         | —         | —         | —         | —         | Singles inédits             |
| I Don't Know                                                                     | 2020  | —         | —         | —         | —         | —         | Singles inédits             |
| Balanca                                                                          | 2020  | —         | —         | —         | —         | —         | Singles inédits             |
| Wish For It                                                                      | 2020  | —         | —         | —         | —         | —         | Singles inédits             |
| Ochiba                                                                           | 2020  | —         | —         | —         | —         | —         | Singles inédits             |
| Remember                                                                         | 2020  | —         | —         | —         | —         | —         | Singles inédits             |
| Howsid                                                                           | 2020  | —         | —         | —         | —         | —         | Singles inédits             |
| The Austin Shuffle                                                               | 2020  | —         | —         | —         | —         | —         | Singles inédits             |
| We Rise Again                                                                    | 2020  | —         | —         | —         | —         | —         | Singles inédits             |
| One More Time                                                                    | 2020  | —         | —         | —         | —         | —         | Singles inédits             |
| Awakening / A New Awakening                                                      | 2020  | —         | —         | —         | —         | —         | Singles inédits             |
| FMF (Feel My Funk)                                                               | 2020  | —         | —         | —         | —         | —         | Singles inédits             |
| I Love You                                                                       | 2020  | —         | —         | —         | —         | —         | Singles inédits             |
| All Day And Night                                                                | 2020  | —         | —         | —         | —         | —         | Singles inédits             |
| United As One / Love United                                                      | 2020  | —         | —         | —         | —         | —         | Singles inédits             |
| Summer Nights                                                                    | 2020  | —         | —         | —         | —         | —         | Singles inédits             |
| Changes                                                                          | 2020  | —         | —         | —         | —         | —         | Singles inédits             |
| Walking Funny                                                                    | 2020  | —         | —         | —         | —         | —         | Singles inédits             |
| I Miss You                                                                       | 2020  | —         | —         | —         | —         | —         | Singles inédits             |
| Close to Me                                                                      | 2020  | —         | —         | —         | —         | —         | Singles inédits             |
| Kung Fu                                                                          | 2020  | —         | —         | —         | —         | —         | Singles inédits             |
| Nana                                                                             | 2020  | —         | —         | —         | —         | —         | Singles inédits             |
| Around Midnight                                                                  | 2020  | —         | —         | —         | —         | —         | Singles inédits             |
| The Trap                                                                         | 2020  | —         | —         | —         | —         | —         | Singles inédits             |
| Savage                                                                           | 2020  | —         | —         | —         | —         | —         | Singles inédits             |
| The Rush                                                                         | 2020  | —         | —         | —         | —         | —         | Singles inédits             |
| A Different World                                                                | 2020  | —         | —         | —         | —         | —         | Singles inédits             |
| Dangerous Stuff                                                                  | 2020  | —         | —         | —         | —         | —         | Singles inédits             |
| What Do You Want                                                                 | 2021  | —         | —         | —         | —         | —         | Once Upon a Time in Antwerp |
| Dani                                                                             | 2021  | —         | —         | —         | —         | —         | Once Upon a Time in Antwerp |
| Waking Hours                                                                     | 2021  | —         | —         | —         | —         | —         | Once Upon a Time in Antwerp |
| The Spy                                                                          | 2021  | —         | —         | —         | —         | —         | Once Upon a Time in Antwerp |
| Destroy                                                                          | 2021  | —         | —         | —         | —         | —         | Once Upon a Time in Antwerp |
| Elegy For a Closed Summer                                                        | 2021  | —         | —         | —         | —         | —         | Singles inédits             |
| Feel You Here                                                                    | 2021  | —         | —         | —         | —         | —         | Singles inédits             |
| Sputnik                                                                          | 2021  | —         | —         | —         | —         | —         | Singles inédits             |
| Sunday Sadness                                                                   | 2021  | —         | —         | —         | —         | —         | Singles inédits             |
| Anybody Else But You                                                             | 2021  | —         | —         | —         | —         | —         | Singles inédits             |
| On a Train                                                                       | 2021  | —         | —         | —         | —         | —         | Singles inédits             |
| Home Cooking (avec Lazy Jay)                                                     | 2021  | —         | —         | —         | —         | —         | Singles inédits             |
| Insanity (avec Lazy Jay & DJ Basik)                                              | 2021  | —         | —         | —         | —         | —         | Singles inédits             |
| SmartKat (avec Lazy Jay)                                                         | 2021  | —         | —         | —         | —         | —         | Singles inédits             |
| Nebula (avec Peter Luts)                                                         | 2021  | —         | —         | —         | —         | —         | Singles inédits             |
| Waterfall (avec Lazy Jay & DJ Basik)                                             | 2021  | —         | —         | —         | —         | —         | Singles inédits             |
| Always                                                                           | 2021  | —         | —         | —         | —         | —         | Disko Nuvo                  |
| Everything You Need                                                              | 2021  | —         | —         | —         | —         | —         | Disko Nuvo                  |
| Body Talk                                                                        | 2021  | —         | —         | —         | —         | —         | Disko Nuvo                  |
| Not Too Late For Us                                                              | 2021  | —         | —         | —         | —         | —         | Disko Nuvo                  |
| Show Me                                                                          | 2021  | —         | —         | —         | —         | —         | Disko Nuvo                  |
| U Got Something                                                                  | 2021  | —         | —         | —         | —         | —         | Disko Nuvo                  |
| The Eclipse                                                                      | 2021  | —         | —         | —         | —         | —         | Disko Nuvo                  |
| Want U Here                                                                      | 2021  | —         | —         | —         | —         | —         | Disko Nuvo                  |
| What You Want From Me                                                            | 2021  | —         | —         | —         | —         | —         | Disko Nuvo                  |
| Missing Home                                                                     | 2022  | —         | —         | —         | —         | —         | Singles inédits             |
| Bartholin's Theme                                                                | 2022  | —         | —         | —         | —         | —         | Singles inédits             |
| Vauban                                                                           | 2023  | —         | —         | —         | —         | —         | Apsara EP                   |
| Luma                                                                             | 2023  | —         | —         | —         | —         | —         | Apsara EP                   |
| Réattu                                                                           | 2023  | —         | —         | —         | —         | —         | Apsara EP                   |
| « — » signifie que le single n'est pas sorti ou ne s'est pas classé dans le pays |       |           |           |           |           |           |                             |

#### En featuring
| Titre                                     | Année |
| ----------------------------------------- | ----- |
| Out There (John Dahlbäck featuring Basto) | 2008  |

### Remixes
- 2005 : Ian Van Dahl - Movin' On (Basto! Guitarra Mix)
- 2005 : Roya - Turn Me On (Basto! Remix)
- 2006 : Chic Flowerz vs. Murielle Fowler - Gypsy Woman (Basto! Remix)
- 2006 : Jam - Just Be Yourself (Basto Dub Remix)
- 2006 : Jam - Keep On Movin' (Basto Piano Dub)
- 2006 : Lasgo - Hold Me Now (Basto! Bootleg Mix)
- 2006 : Kate Ryan - Alive (Basto! Loves Kate Remix)
- 2006 : Ian Van Dahl - Just A Girl (Basto! Club Mix)
- 2006 : Elbee - My Life (Basto! Mix)
- 2006 : Groovewatchers - Mambo (David Basto! Remix)
- 2006 : DJ Hardwell & Lady Bee - Go Down (Basto! Remix)
- 2007 : Prom & Basto! featuring I-Fan - Another Place (Basto! Mix)
- 2007 : Infernal - I Won't Be Crying (Basto! Radio Dub)
- 2007 : Hardwell & Greatsky - Never Knew Love (Basto! Remix / Re-Dub Edit)
- 2009 : Milk Inc. - Blackout (Basto! Darkroom Mix)
- 2009 : Kate Ryan - Babacar (Basto! Remix)
- 2009 : AnnaGrace - Love Keeps Calling (Basto! Impression)
- 2011 : Moby - The Day (Basto! Remix)
- 2011 : Sander van Doorn feat. Carol Lee - Love Is Darkness (Basto's Bigroom Baby Mix)
- 2011 : Kylie Minogue - Put Your Hands Up (If You Feel Love) (Basto's Major Mayhem Edit)
- 2011 : Adrian Lux featuring The Good Natured - Alive (Basto Remix)
- 2012 : The Wanted - Warzone (Basto Remix)
- 2012 : Basto & Yves V - Cloudbreaker (Basto Remix)
- 2012 : Starkillers & Nadia Ali - Keep It Coming (Basto! Remix)
- 2012 : Flo Rida featuring Sia - Wild Ones (Basto! Remix)
- 2012 : The Wanted - Warzone (Basto! Remix)
- 2013 : Basto vs. Keane - Bend & Break (Basto Remix)
- 2016 : Cleo - Zabiorę Nas (Basto Remix)
- 2017 : Calum Beattle - Man Behind The Sun (Basto Remix)

### Sous Lazy Jay (avec Toon Martins)

#### Singles

##### Artiste principal
| Titre        | Année | Positions |
| Titre        | Année | BEL (FL)  |
| ------------ | ----- | --------- |
| Maverick     | 2012  | —         |
| On The Rocks | 2013  | 36        |

##### Artiste en featuring
| Titre                                  | Année | Positions | Positions | Positions | Positions | Positions | Certifications | Album                      |
| Titre                                  | Année | BEL (FL)  | BEL (WAL) | IRE       | P-B       | R-U       | Certifications | Album                      |
| -------------------------------------- | ----- | --------- | --------- | --------- | --------- | --------- | -------------- | -------------------------- |
| 212 (Azealia Banks featuring Lazy Jay) | 2011  | 17        | 34        | 7         | 17        | 12        | - BPI : Or     | Broke with Expensive Taste |

#### Remixes
- 2008 : Tim Healey featuring TC - Out of Control (Lazy Jay's Bigroom Extravaganza)
- 2008 : R.O.O.S. - Instant Moments (Lazy Jay's CO² Pressure Dub)
- 2009 : Angelissa - Hard to Breathe (Lazy Jay Remix)
- 2009 : Lazy Jay - Treehugger (Lazy Jay's One Trick Pony)
- 2010 : Basto! - Your Fire (Lazy Jay Remix)
- 2011 : Milk Inc. - I'll Be There (La Vache) (Lazy Jay Vocal Remix / Dub)
- 2012 : StooShe featuring Travie McCoy - Love Me (Lazy Jay's Rave-O-Lution Remix)
- 2012 : Ed Sheeran - Drunk (Lazy Jay's Wasted in London Remix / Lazy Jay's Rave-O-Lution Dub)
- 2012 : Labrinth - Express Yourself (Lazy Jay Remix)
- 2012 : Lil Jon featuring LMFAO – Drink (Lazy Jay Remix)
- 2012 : Conor Maynard - Can't Say No (Lazy J Mix)